# Subbayya Sivasankaranarayana Pillai
Subbayya Sivasankaranarayana Pillai (Nagercoil, 5 de abril de 1901 – Cairo, 31 de agosto de 1950) foi um matemático indiano especialista em teoria dos números. A sua contribuição para o problema de Waring foi descrita em 1950 por K. S. Chandrasekharan como "quase certamente a sua melhor obra e um dos grandes êxitos na matemática da Índia desde Ramanujan".

## Biografia
Subbayya Sivasankaranarayana Pillai nasceu numa família de Nagercoil. A mãe morreu quando ele tinha um ano e o pai morreu no último ano de escola de Subbaya.
Pillai fez o curso intermédio no Scott Christian College em Nagercoil e obteve licenciatura no Maharaja's college, em Trivandrum.
Em 1927 Pillai obteve uma bolsa para a Universidade de Madras para trabalhar com os professores K. Ananda Rau e Ramaswamy S. Vaidyanathaswamy. De 1929 a 1941 esteve na Universidade Annamalai onde lecionou. Foi nesta última que fez o seu trabalho principal sobre o problema de Waring. Em 1941 partiu para a Universidade de Travancore e um ano depois para a Universidade de Calcutá como assistente (onde estava por convite de Friedrich Wilhelm Levi).
Pelos seus feitos foi convidado em agosto de 1950, para um ano de visita ao Institute for Advanced Study, em Princeton, Estados Unidos. Foi também convidado a participar no Congresso Internacional de Matemáticos na Universidade Harvard como delegado da Universidade de Madras mas faleceu no desastre aéreo do voo TWA 903 no Egipto, a caminho da conferência.

## Contribuições
Provou o problema de Waring para {\displaystyle k\geq 6} in 1935 sob a condição adicional {\displaystyle (3^{k}+1)/(2^{k}-1)\leq [1.5^{k}]+1} antes de Leonard Eugene Dickson que na mesma altura provou {\displaystyle k\geq 7.}
Mostrou que {\displaystyle g(k)=2^{k}+l-2} onde {\displaystyle l} é o maior número natural {\displaystyle \leq (3/2)^{k}} e assim calculou o valor preciso de {\displaystyle g(6)=73}.
A sequência de Pillai 1, 4, 27, 1354, ..., é uma sequência de inteiros de rápido crescimento na qual cada termo é a soma do anterior com um número primo cujo intervalo entre primos é maior do que o termo anterior. Foi estudada por Pillai em ligação à representação de inteiros  como somas de números primos.